# Na drugem bregu (album)
Na drugem bregu je tretji studijski album slovenske skupine Bohem, ki je izšel leta 2014.

## Seznam pesmi
Vse pesmi in vsa besedila je napisal Matic Jere, razen kjer je to navedeno.
| Št. | Naslov              | Besedilo                 | Glasba                  | Dolžina |
| --- | ------------------- | ------------------------ | ----------------------- | ------- |
| 1.  | „Polja mladih let‟  |                          |                         | 4:57    |
| 2.  | „Vse že imaš‟       | Matic Jere, Andrea Flego |                         | 4:01    |
| 3.  | „Moje‟              |                          |                         | 3:23    |
| 4.  | „Ne še zaspat‟      | Dejvi Kotar              | Dejvi Kotar, Matic Jere | 3:30    |
| 5.  | „Najboljši par‟     |                          |                         | 3:28    |
| 6.  | „Nihče iz vesolja‟  |                          |                         | 4:09    |
| 7.  | „Od tu‟             |                          | Simon Šubic             | 4:58    |
| 8.  | „Na drugem bregu‟   |                          |                         | 4:18    |
| 9.  | „Atlas želja‟       | Dejvi Kotar              | Dejvi Kotar             | 2:56    |
| 10. | „Svet, ki nam daje‟ |                          |                         | 5:08    |
| 11. | „December‟          |                          |                         | 3:00    |